# ほしいもパラダイス 〜乾物を越えた愛〜
ほしいもパラダイス 〜乾物を越えた愛〜（ほしいもパラダイス かんぶつをこえたあい）は、声優の花澤香菜原案・監督のラジオドラマである。本作は、株式会社!ほしいもプロジェクトの企画によるほしいもパラダイスシリーズの第1作目にあたる。

## あらすじ
「乾物の国」の人口の70%を占める干し芋のなかで一番可愛い女の子である干し芋子は、ある組織に追われ瀕死の重傷を負いつつ逃げていた、万能ネギ男を助け、いつしか乾物の国条例上禁制である生ものとの恋に落ちてしまう。

## 登場人物
干し芋子
声 - 中尾衣里
本作の主人公。DPの刻印が額に刻まれている。
万能ネギ男
声 - 下野紘
乾物の国には、本来滞在することができない「生もの」。芋子の恋人。
ドライトマ子
声 - 辻あゆみ
乾物達のなかで一番うるさいと言われる、女性。監督の花澤曰く、「うるさすぎて干された」という経緯がある。乾燥された和紙よりも軽い多弁ぶり。
サヤ･エンドウ
声 - 遠藤綾
大統領補佐官。
レーズン大統領
声 - 立木文彦

## 出演
- ナレーション：能登麻美子